# Andrzej Wajda/Filmografie
Filmografie von Andrzej Wajda
| Produktionsjahr | Filmtitel                                                            | Originaltitel                                                            | Darsteller (Auswahl)                                                                                  |
| 1955            | Eine Generation                                                      | Pokolenie                                                                | Tadeusz Łomnicki, Roman Polański                                                                      |
| 1957            | Der Kanal                                                            | Kanał                                                                    | Teresa Iżewska, Tadeusz Janczar                                                                       |
| 1958            | Asche und Diamant                                                    | Popiół i diament                                                         | Zbigniew Cybulski                                                                                     |
| 1959            | Lotna                                                                | Lotna                                                                    | Jerzy Pichelski                                                                                       |
| 1960            | Die unschuldigen Zauberer                                            | Niewinni czarodzieje                                                     | Tadeusz Łomnicki, Krystyna Stypułkowska, Zbigniew Cybulski                                            |
| 1961            | Blut der Leidenschaft(BRD) / Tödliche Leidenschaft(DDR)              | Sibirska Ledi Magbet                                                     | Ljuba Tadić, Olivera Marković                                                                         |
| 1961            | Samson                                                               | Samson                                                                   | Serge Merlin, Alina Janowska                                                                          |
| 1965            | Legionäre(BRD) / Zwischen Feuer und Asche(DDR)                       | Popioły                                                                  | Daniel Olbrychski, Beata Tyszkiewicz                                                                  |
| 1968            | Die Pforten des Paradieses                                           | Gates to Paradise                                                        | Lionel Stander, Ferdy Mayne, Mathieu Carrière                                                         |
| 1968            | Rollkuchen                                                           | Przekładaniec                                                            | Bogumił Kobiela, Anna Prucnal, Jerzy Zelnik, Piotr Wysocki, Ryszard Filipski                          |
| 1968            | Alles zu verkaufen                                                   | Wszystko na sprzedaż                                                     | Beata Tyszkiewicz, Elżbieta Czyżewska, Andrzej Łapicki, Daniel Olbrychski                             |
| 1969            | Fliegenjagd                                                          | Polowanie na muchy                                                       | Zygmunt Malanowicz, Małgorzata Braunek                                                                |
| 1970            | Landschaft nach der Schlacht                                         | Krajobraz po bitwie                                                      | Daniel Olbrychski, Stanisława Celińska, Aleksander Bardini                                            |
| 1970            | Das Birkenwäldchen                                                   | Brzezina                                                                 | Olgierd Łukaszewicz, Daniel Olbrychski                                                                |
| 1972            | Pilatus und andere – Ein Film für Karfreitag                         |                                                                          | Wojciech Pszoniak, Jan Kreczmar, Andrzej Łapicki                                                      |
| 1973            | Die Hochzeit                                                         | Wesele. Nach dem Drama von Stanisław Wyspiański                          | Daniel Olbrychski, Ewa Ziętek, Marek Walczewski, Izabella Olszewska, Maja Komorowska, Andrzej Łapicki |
| 1975            | Das gelobte Land                                                     | Ziemia obiecana                                                          | Daniel Olbrychski, Wojciech Pszoniak, Andrzej Seweryn                                                 |
| 1976            | Die Schattenlinie                                                    | Smuga cienia                                                             | Marek Kondrat, Tom Wilkinson                                                                          |
| 1976            | Die tote Klasse                                                      | Umarła klasa                                                             | Tadeusz Kantor, Andrzej Welmiński, Zofia Kalińska                                                     |
| 1977            | Der Mann aus Marmor                                                  | Człowiek z marmuru                                                       | Jerzy Radziwiłowicz, Krystyna Janda, Tadeusz Łomnicki                                                 |
| 1978            | Ohne Betäubung                                                       | Bez znieczulenia                                                         | Zbigniew Zapasiewicz, Ewa Dałkowska, Andrzej Seweryn                                                  |
| 1979            | Die Mädchen von Wilko(BRD) / Die Mädchen vom Wilkohof(DDR)           | Panny z Wilka                                                            | Daniel Olbrychski, Anna Seniuk, Maja Komorowska                                                       |
| 1980            | Der Dirigent                                                         | Dyrygent                                                                 | John Gielgud, Krystyna Janda, Andrzej Seweryn                                                         |
| 1981            | Der Mann aus Eisen                                                   | Człowiek z żelaza                                                        | Jerzy Radziwiłowicz, Krystyna Janda, Marian Opania                                                    |
| 1983            | Danton                                                               | Danton                                                                   | Gérard Depardieu, Wojciech Pszoniak, Patrice Chéreau                                                  |
| 1983            | Eine Liebe in Deutschland                                            |                                                                          | Hanna Schygulla, Armin Mueller-Stahl, Ralf Wolter                                                     |
| 1986            | Chronik einiger Liebesunfälle(BRD) / Chronik von Liebesunfällen(DDR) | Kronika wypadków miłosnych                                               | Paulina Młynarska, Piotr Wawrzyńczak, Tadeusz Konwicki                                                |
| 1988            | Die Dämonen                                                          | Les Possédés                                                             | Isabelle Huppert, Jutta Lampe, Bernard Blier                                                          |
| 1990            | Korczak                                                              |                                                                          | Wojciech Pszoniak, Ewa Dałkowska, Teresa Budzisz-Krzyżanowska, Zbigniew Zamachowski                   |
| 1993            | Liebe zwischen den Fronten                                           | Pierścionek z orłem w koronie (deutsch Der Ring mit dem gekrönten Adler) | Rafał Królikowski, Adrianna Biedrzyńska, Cezary Pazura                                                |
| 1995            | Die Karwoche                                                         | Wielki tydzień                                                           | Beata Fudalej, Wojciech Malajkat, Magdalena Warzecha                                                  |
| 1996            | Fräulein Niemand                                                     | Panna Nikt                                                               | Anna Wielgucka, Anna Mucha, Stanisława Celińska                                                       |
| 1999            | Pan Tadeusz                                                          | Pan Tadeusz                                                              | Michał Żebrowski, Bogusław Linda, Alicja Bachleda-Curuś, Grażyna Szapołowska                          |
| 2000            |                                                                      | Wyrok na Franciszka Klosa                                                | Mirosław Baka, Grażyna Błęcka-Kolska, Maja Komorowska                                                 |
| 2002            | Die Rache                                                            | Zemsta                                                                   | Janusz Gajos, Andrzej Seweryn, Roman Polański                                                         |
| 2007            | Das Massaker von Katyn                                               | Katyń                                                                    | Artur Żmijewski, Maja Komorowska, Maja Ostaszewska                                                    |
| 2009            | Der Kalmus                                                           | Tatarak                                                                  | Krystyna Janda, Jan Englert                                                                           |
| 2013            | Wałęsa. Der Mann aus Hoffnung                                        | Wałęsa – Człowiek z nadziei                                              | Robert Więckiewicz, Agnieszka Grochowska, Mirosław Baka, Dorota Wellman, Zbigniew Zamachowski         |
| 2016            |                                                                      | Powidoki                                                                 | |